# Hemitrygon
Hemitrygon is een geslacht uit de familie van pijlstaartroggen (Dasyatidae), orde Myliobatiformes.

## Soortenlijst
- Hemitrygon akajei (Müller & Henle, 1841) – Rode pijlstaartrog
- Hemitrygon bennettii (Müller & Henle, 1841)
- Hemitrygon fluviorum (Ogilby, 1908)
- Hemitrygon izuensis (Nishida & Nakaya, 1988)
- Hemitrygon laevigata (Chu, 1960)
- Hemitrygon laosensis (Roberts & Karnasuta, 1987)
- Hemitrygon longicauda (Last & White, 2013)
- Hemitrygon navarrae (Steindachner, 1892)
- Hemitrygon parvonigra (Last & White, 2008)
- Hemitrygon sinensis (Steindachner, 1892)
- Hemitrygon yemenensis (Moore, Last & Naylor, 2020)[1]